# Zvonimir Đukes
Zvonimir Đukes (Varaždin, 29. srpnja 1921. – Priština, 13. veljače 1979.), hrvatski dramski umjetnik.

## Životopis
Rodio se je u Varaždinu. Godine 1945. dobio je prvi stalni glumački angažman. Bilo je to u varaždinskom kazalištu. U njemu je radio do 1949. godine. Zatim je otišao raditi u Zagreb u Hrvatsko narodno kazalište pa u Komediju. Neko je vrijeme bio članom dramskog ansambla Hrvatskoga narodnog kazališta 'Ivan Zajc' u Rijeci. Sljedeći angažman našao je na Kosovu, u Pokrajinskom narodnom kazalištu u Prištini. Ondje je ostvario brojne velike uloge. Umro je 1979. godine.

## Nagrade i priznanja
Godine 1970. na susretu kazališta dobio je posebnu nagradu za ulogu Generala u predstavi Đavolov učenik.